# São Pedro Apóstolo
São Pedro Apóstolo es una freguesia caboverdiana del municipio de Ribeira Grande.

## Geografía
La freguesia abarca parte de la isla de Santo Antão.

## Organización territorial
La freguesia contaba en 2010 con 1980 habitantes distribuidos en las entidades de población de:

### Villa
- Chã de Igreja

### Localidades
- Figueiras
- Garça de Cima
- Ribeira Alta